# Irã e as armas de destruição em massa
Irã, oficialmente República Islâmica do Irã, não é conhecido por possuir atualmente armas de destruição em massa e assinou tratados repudiando a posse de armas de destruição em massa, incluindo a Convenção sobre as Armas Biológicas,  a Convenção sobre as Armas Químicas, e o Tratado de Não Proliferação Nuclear (TNP). O Irã tem conhecimento em primeira mão dos efeitos das armas de destruição em massa mais de 100 000 tropas iranianas e civis foram vítimas de armas químicas durante a década de 80 na Guerra Irã-Iraque.Por razões ideológicas, um decreto religioso público e categórico (fatwa) contra o desenvolvimento, produção, armazenamento e uso de armas nucleares foi emitido pelo líder supremo do Irã, aiatolá Ali Khamenei, juntamente com outros clérigos, embora seja aprovado por alguns clérigos relativamente pouco importantes. O Irã declarou que seu programa de enriquecimento de urânio é exclusivamente para fins pacíficos. A AIEA confirmou o não desvio de material nuclear declarado no Irã, mas também disse que "precisa ter confiança na ausência de possíveis dimensões militares do programa nuclear iraniano. A AIEA indicou que o Irã não está implementando as exigências das resoluções do Conselho de Segurança das Nações Unidas e deve colaborar para esclarecer as questões pendentes e cumprir a exigência para fornecer informações do projeto desde o início de suas instalações nucleares.
Em 2012, 16 agências de inteligência dos Estados Unidos, incluindo a CIA, informaram que o Irã estava buscando a pesquisa que lhe permita produzir armas nucleares, mas não estava tentando fazer. Os oficiais superiores de todas as principais agências de inteligência americanas afirmaram que não havia provas conclusivas de que o Irã tenha feito qualquer tentativa de produzir armas nucleares desde 2003. Em 2007 a National Inteligence Estimate e a Comunidade de Inteligência dos Estados Unidos avaliaram que o Irã tinha terminado tudo "concepção da arma nuclear e armamento de trabalho", em 2003. Em 2009, a inteligência dos Estados Unidos avaliou que as intenções iranianas eram desconhecidas. Secretário de Defesa dos Estados Unidos, Leon Panetta, afirmou em janeiro de 2012 que o Irã estava buscando uma capacidade de armas nucleares, mas não estava tentando produzir armas nucleares. Algumas agências de inteligência da Europa acreditam que o Irã retomou o seu suposto trabalho de design das armas nucleares. Primeiro-ministro russo Vladimir Putin disse que não tinha visto nenhuma evidência de qualquer programa de armas nucleares no Irã, enquanto o presidente russo Dmitri Medvedev disse que o Irã estava perto de ter a capacidade de produzir armas nucleares. Irã apelou aos estados com armas nucleares a desarmar o Oriente Médio e ser uma zona livre de armas nucleares.
Depois da AIEA votou em uma decisão rara não consensual para encontrar o Irã em não conformidade com o seu Acordo de Salvaguardas do TNP e informar que o não cumprimento ao Conselho Segurança das Nações Unidas, o Conselho exigiu que o Irã suspenda suas atividades de enriquecimento nuclear e impôs sanções contra o Irã quando o Irã se recusou a fazer. O presidente iraniano, Mahmoud Ahmadinejad afirmou que as sanções são ilegais. A AIEA tem sido capaz de verificar o não desvio de material nuclear declarado no Irã, mas não a ausência de atividades não declaradas. O Movimento dos Países Não Alinhados pediu a ambas as partes a trabalhar com a AIEA para uma solução.
Em novembro de 2009, o Conselho de Governadores da AIEA adotou uma resolução contra o Irã, que pediu que o Irã aplicar a modificação no Código 3.1 ao seu Acordo de Salvaguardas, conclamou o Irã a implementar e ratificar o Protocolo Adicional, e expressou "séria preocupação" de que o Irã não tinha colaborado nas questões que precisavam "ser esclarecidas para excluir a possibilidade de dimensões militares do programa nuclear iraniano". o Irã disse que a resolução "apressada e indevida" iria "prejudicar o ambiente favorável vitalmente necessário" para o sucesso das negociações e conduzir uma cooperação não superior as suas "obrigações legais para o corpo".

## Armas nucleares

### Visão geral
Em setembro de 2005, o Conselho de Governadores da AIEA, em uma decisão rara não consensual, com 12 abstenções, lembrou de uma "política de ocultação" iraniana anterior sobre seu programa de enriquecimento e descobriu que o Irã havia violado seu Acordo de Salvaguardas do TNP. Outro relatório da AIEA afirmou que "não há nenhuma evidência de que o material ou atividades nucleares não declaradas anteriormente ... estavam relacionados com um programa de armas nucleares". O Irã afirmou que a ameaça militar representada por Israel e os Estados Unidos estão forçando-o a restringir a divulgação de informações sobre seu programa nuclear. Gawdat Bahgat da National Defense University, especula que o Irã pode ter uma falta de confiança na comunidade internacional, que foi reforçada quando muitas nações, sob pressão dos Estados Unidos, rejeitaram ou retiraram acordos comerciais firmados com a autoridade nuclear iraniana.
Em 31 de julho de 2006, o Conselho de Segurança aprovou uma resolução exigindo que o Irã suspenda seu programa de enriquecimento de urânio. Em 23 de dezembro de 2006, o Conselho de Segurança das Nações Unidas impôs sanções contra o Irã, que foram mais tarde apertadas em 24 de março de 2007, porque o Irã se recusou a suspender o enriquecimento. Representantes do Irã nas Nações Unidas argumentaram que as sanções obrigaram o Irã a abandonar os seus direitos nos termos do TNP à tecnologia nuclear pacífica. O Movimento dos Países Não Alinhados pediu a ambas as partes a trabalhar com a AIEA para uma solução.
Inteligência dos Estados Unidos previu em agosto de 2005 que o Irã poderia ter os principais ingredientes para uma arma nuclear em 2015. Em 25 de outubro de 2007, os Estados Unidos declararam que a Guarda Revolucionária "foi um proliferador de armas de destruição em massa", e a Força Quds "um apoiador do terrorismo". Irã respondeu que "é incongruente para um país [Estados Unidos], que em si é um produtor de armas de destruição em massa para tomar tal decisão". Mohamed ElBaradei, diretor da AIEA, na época, disse que não tinha provas de que o Irã estava construindo armas nucleares e acusou os líderes dos Estados Unidos de acrescentar "lenha na fogueira", com sua retórica. Falando em Washington, em novembro de 2007, dias antes de a AIEA publicar seu último relatório, o vice-premiê israelense Shaul Mofaz pediu a ElBaradei a ser demitido, dizendo: "As políticas seguidas por ElBaradei colocam em risco a paz mundial. Sua atitude irresponsável enfiando a cabeça na areia sobre o programa nuclear do Irã deve levar à seu impeachment". Israel e alguns governos ocidentais temem que o Irã esteja usando seu programa nuclear como uma forma de coberta para desenvolver armas, enquanto o Irã diz que se destina exclusivamente à produção de eletricidade. Por sua parte no conflituoso Oriente Médio, Israel é um membro da AIEA, mas não é em si um signatário do Tratado de Não Proliferação Nuclear, e é amplamente considerado como atualmente ser o único estado com armas nucleares na região.

### História
O programa nuclear iraniano começou como um resultado da aliança da Guerra Fria entre os Estados Unidos e o xá do Irã, Mohammad Reza Pahlavi, que emergiu como um importante aliado americano no Golfo Pérsico. Sob o programa Átomos para a Paz, o Irã recebeu recursos básicos de pesquisa nuclear dos Estados Unidos. Em troca, Teerã assinou o Tratado de Não Proliferação de Armas Nucleares (TNP), em 1968. Alimentada pelos altos preços do petróleo na década de 70, o Irã tentou comprar as instalações nucleares de grande escala de fornecedores ocidentais, a fim de desenvolver a energia nuclear e as instalações do ciclo do combustível com aplicações civis e potencial uso militar. Em março de 1974, o xá criou a Organização de Energia Atômica do Irã. Sentindo um risco de proliferação nuclear, os Estados Unidos convenceram seus aliados ocidentais a limitar a exportação de instalações do ciclo do combustível nuclear ao Irã. Líder supremo o aiatolá Ruhollah Khomeini, cuja revolução derrubou a monarquia do xá em 1979 e governou a recém-criada República Islâmica do Irã até sua morte, em 1989, colocou pouca ênfase no desenvolvimento de armas nucleares, pois era visto como suspeito no ocidente. Durante esse tempo, muitos dos principais cientistas do Irã fugiram do país, enquanto os Estados Unidos organizaram uma campanha internacional para bloquear qualquer ajuda nuclear ao Irã.
Após a morte do aiatolá Khomeini, a liderança do presidente Ali Akbar Hashemi Rafsanjani e o líder supremo Ali Khamenei procuraram revitalizar o programa nuclear civil ostensiva do Irã e expandir as atividades nucleares não declaradas durante a década de 90. De acordo com um dossiê estratégico do Instituto Internacional de Estudos Estratégicos, o Irã se afastou dos fornecedores ocidentais e obteve assistência nuclear a partir da Rússia e a China em uma série de áreas-chave, incluindo a mineração de urânio, moagem e conversão, assim como a tecnologia de pesquisa de reatores de água pesada. No entanto, Washington interveio com Moscou e Pequim para impedir o Irã de adquirir integralmente a sua lista de instalações de energia nuclear e ciclo de combustível. Na década de 1990 também vimos o Irã expandir sua pesquisa nuclear furtiva em conversão, enriquecimento e separação de plutônio. "Mais importante ainda, a base de apoio de centrifugação adicional a partir da rede de A.Q. Khan, o Irã foi capaz de começar a construção de instalações em escala piloto e o enriquecimento em escala industrial em Natanz em torno de 2000". A exposição completa das atividades nucleares do Irã veio em 2002, quando um grupo de oposição exilado iraniano, o Conselho Nacional de Resistência do Irã declarou o projeto de Natanz, em agosto do mesmo ano. Desde aquela época, a pressão internacional sobre o Irã manteve-se estável, o que dificulta, mas não trava o desenvolvimento nuclear do país. O Irã continua legalmente vinculado ao TNP e afirma o seu apoio ao tratado.
Há várias estimativas sobre quando o Irã pode ser capaz de produzir uma arma nuclear, se escolher fazê-lo:
- Uma avaliação pelo Instituto Internacional de Estudos Estratégicos em 2005 concluiu que "se o Irã começar a procurar uma capacidade de arma nuclear o mais rápido possível sem levar em conta a reação internacional, pode ser capaz de produzir urânio altamente enriquecido o suficiente para uma única arma nuclear no final desta década", supondo que não haja problemas técnicos. O relatório conclui, no entanto, que é improvável que o Irã categoricamente ignorasse as reações internacionais para desenvolver armas nucleares de qualquer maneira.[51]
- Em 2005 National Intelligence Estimate dos Estados Unidos afirmou que o Irã teria dez anos para fazer uma arma nuclear.[52]
- Em 2006, Ernst Uhrlau, chefe do serviço de inteligência alemão, disse que Teerã não seria capaz de produzir material suficiente para uma bomba nuclear antes de 2010 e só seria capaz de fazer uma arma em 2015.[53]
- Uma revisão anual de 2007 do Instituto Internacional de Estudos Estratégicos em Londres afirmou que "Se o Irã tem 3 000 centrífugas que operam sem problemas, o Instituto Internacional de Estudos Estratégicos estima que seria necessário um adicional de 9-11 meses para produzir 25 kg de urânio altamente enriquecido, suficiente para uma arma de implosão. Esse dia ainda está longe 2-3 anos, no mínimo".[54]
- O ex-chefe da AIEA, Mohamed ElBaradei, disse em 24 de maio de 2007 que o Irã poderia levar entre 3 a 8 anos para fazer uma bomba se fosse por esse caminho.[54]
- Em 22 de outubro de 2007, Mohamed ElBaradei repetiu que, mesmo supondo que o Irã estava tentando desenvolver uma bomba nuclear, que exigiria "entre 3 a 8 anos para ter sucesso", uma avaliação compartilhada por "todos os serviços de inteligência".[55]
- Em dezembro de 2007, National Intelligence Estimate dos Estados Unidos (representando a visão de consenso de todas as 16 agências de inteligência americanas) concluiu com um "elevado grau de confiança" de que o Irã havia suspendido seu programa de armas nucleares em 2003 e "com confiança moderada" que o programa permanece congelado a partir de meados de 2007. Uma nova estimativa diz que o programa de enriquecimento ainda poderia fornecer ao Irã matéria-prima o suficiente para produzir uma arma nuclear em algum momento em meados da próxima década, mas que as agências de inteligência "não sabem se atualmente tem a intenção de desenvolver armas nucleares" ou em alguma data futura.[56][57] Ministro das Relações Exteriores do Irã, Manouchehr Mottaki, disse que 70% do relatório dos Estados Unidos foi "verdadeiro e positivo", mas negou as acusações de o Irã ter tido um programa de armas nucleares antes de 2003. A Rússia disse que não há nenhuma prova de que o Irã jamais executou um programa de armas nucleares.[58] O ex-chefe da AIEA, Mohamed ElBaradei, afirmou que ele tinha visto "talvez alguns estudos sobre possível armamento", mas "nenhuma evidência" de que "um programa de armamento ativo" a partir de outubro de 2007.[59] Thomas Fingar, ex-presidente do Conselho Nacional de Inteligência até dezembro de 2008, em referência ao 2007 o Irã usou a inteligência para antecipar oportunidades e modelar o futuro, disse que a inteligência tem uma "propensão recente reforçado a ressaltar, superestimar, ou 'exagerar' os resultados, a fim de levar as pessoas a prestar atenção" e que a National Intelligence Estimate em 2007, foi a intenção de enviar a mensagem "você não tem muito tempo, mas você parece ter uma opção diplomática e não militar".[60] A National Intelligence Estimate é a sentença escrita de maior autoridade sobre um assunto de segurança nacional preparado pelo Diretor de Inteligência Central.[61]
- O Diretor de Inteligência Nacional dos Estados Unidos disse que em fevereiro de 2009 que o Irã não seria realista, ser capaz de obter uma arma nuclear até 2013, se optar em desenvolver uma,[62] e que a inteligência dos Estados Unidos não sabia se o Irã pretendesse desenvolver armas nucleares, mas acredita que o Irã poderia pelo menos manter a opção de desenvolvê-las em aberto.[63] O chefe do Mossad, Meir Dagan, foi mais cauteloso, dizendo recentemente que os iranianos iria levar até 2014. Inteligência alemã, francesa e britânica dizem que sob um cenário de pior caso, o Irã levaria um mínimo de 18 meses para desenvolver uma arma nuclear caso decidissem construir uma, e teriam que primeiro purificar e armar o seu urânio.[62] Uma fonte anônima no Serviço de Inteligência Exterior alemão, cuja posição não foi divulgada foi mais longe e afirmou que o Irã poderia produzir uma bomba nuclear e realizar um teste subterrâneo em 6 meses, se quisesse e ainda afirmou que o Irã já havia dominado plenamente o ciclo de enriquecimento de urânio, e possuía centrífugas o suficiente para produzir urânio para armas.[64][65] Físicos dizem que se o Irã tivesse que escolher desenvolver uma arma nuclear, teria que se retirar do Tratado de Não Proliferação Nuclear e expulsar os inspetores da Agência Internacional de Energia Atômica do país.[66] George Friedman, chefe da empresa de inteligência global Stratfor, disse que o Irã está a "décadas de distância" do desenvolvimento de qualquer tipo de capacidade  de arma nuclear credível.[67]
- Em 12 de fevereiro de 2010, David Albright, diretor do Instituto de Ciência e Segurança Internacional, disse em um relatório que o Irã estava buscando "fazer urânio suficiente para armas". Sua afirmação foi criticada pelo ex-inspetor chefe de armas das Nações Unidas Scott Ritter.[68]
- Um relatório da AIEA emitido em 8 de novembro de 2011 forneceu informações detalhadas descrevendo preocupações da AIEA sobre as possíveis dimensões militares do programa nuclear do Irã, observando que o Irã havia seguido um programa estruturado ou atividades relevantes para o desenvolvimento de armas nucleares.[69]

### AIEA
A Agência Internacional de Energia Atômica (AIEA) é uma organização internacional autônoma que visa promover o uso pacífico da energia nuclear e para inibir o seu uso para fins militares.
Em 6 de março de 2006, o Secretariado da AIEA informou que a "Agência não viu indícios de desvio de material nuclear para armas nucleares ou outros dispositivos nucleares explosivos ... no entanto, após três anos de verificação intensa, restam incertezas no que diz respeito tanto ao alcance ea natureza do programa nuclear do Irã". No entanto, os inspetores haviam encontrado alguns documentos confidenciais, incluindo instruções e diagramas sobre como fazer urânio em uma esfera, o que só é necessário para fabricar armas nucleares. Irã forneceu cópias a AIEA, alegando não ter usado as informações para o trabalho de armas, que tinha obtido, juntamente com outras tecnologias e peças em 1987 e meados dos anos 90. Pensa-se que este material foi vendido a eles por Abdul Qadir Khan, embora os documentos não tem os detalhes técnicos necessários para realmente fabricar uma bomba.
Em 18 de dezembro de 2003, o Irã assinou voluntariamente, mas não ratificou ou pôr em vigor, um protocolo adicional que permite que os inspetores da AIEA ter acesso as pessoas, a documentação relativa aos contratos, equipamentos de dupla utilização, algumas oficinas de propriedade militares, e os locais de pesquisa e desenvolvimento. Irã concordou voluntariamente em aplicar o Protocolo Adicional provisoriamente, no entanto, quando a AIEA informou o não cumprimento do Irã ao Conselho de Segurança das Nações Unidas em 4 de fevereiro de 2006 e o Irã retirou de sua adesão voluntária ao Protocolo Adicional.
Em 12 de maio de 2006, afirma que o urânio altamente enriquecido (bem acima do nível de enriquecimento de 3,5%) foi relatado para ter sido encontrado "em um local onde o Irã negou tal trabalho atômico". "Eles encontraram partículas de urânio altamente enriquecido, mas não está claro se esta é a contaminação de centrífugas que tinham sido anteriormente encontradas [a partir de material importado] ou algo novo", disse um diplomata próximo das Nações Unidas à Agência Internacional de Energia Atômica. Esses relatórios ainda não foram oficialmente confirmados pela AIEA (em 1 de junho de 2006).
Em 31 de julho de 2006, o Conselho de Segurança das Nações Unidas aprovou uma resolução exigindo que o Irã suspenda suas atividades de enriquecimento de urânio.
No final de 2006, "Novos vestígios de plutônio e material de urânio enriquecido para potencial uso em ogivas atômicas foram encontradas [pela AIEA] em uma instalação de resíduos nucleares no Irã". No entanto, "Um alto funcionário das Nações Unidas que estava familiarizado com o relatório advertiu contra, lendo os resultados de vestígios de urânio altamente enriquecido e plutônio, dizendo que o Irã havia explicado e eles poderia plausivelmente ser classificado como subprodutos de atividades nucleares pacíficas". Em 2007, esses traços foram determinados ter vindo de um vazamento de combustível usado urânio altamente enriquecido do Reator de Pesquisa de Teerã, que os Estados Unidos forneceram ao Irã em 1967, e o assunto foi encerrado.
Em julho de 2007 a AIEA anunciou que o Irã concordou em permitir que os inspetores visitassem sua usina nuclear de Arak, e em agosto de 2007, um plano para monitorar a usina de enriquecimento de urânio de Natanz terá sido finalizado.
Em agosto de 2007 a AIEA anunciou que o Irã concordou em um plano para resolver questões fundamentais sobre suas atividades nucleares do passado. A AIEA descreveu este como um "passo significativo para a frente".
Em setembro de 2007 a AIEA anunciou que foi capaz de verificar que o material nuclear declarado pelo Irã não tinha sido desviado do uso pacífico. Enquanto a AIEA tem sido incapaz de verificar alguns "aspectos importantes" sobre a natureza e o alcance do trabalho nuclear do Irã, a agência e as autoridades iranianas chegaram a um acordo sobre um plano para resolver todas as questões pendentes, diretor-geral Mohamed ElBaradei disse na época. Em entrevista à Radio Audizioni Italiane mesmo mês, ElBaradei afirmou que "o Irã não constitui uma certa e imediata ameaça para a comunidade internacional". Em outubro de 2007, ElBaradei amplificou estas observações, dizendo a Le Monde que, mesmo que o Irã tinha a intenção de desenvolver uma bomba nuclear, que seria necessário "entre mais 3 a 8 anos para ter sucesso". Ele passou a notar que "todos os serviços de inteligência" concordam com esta avaliação e que ele queria "levar as pessoas para longe da ideia de que o Irã será uma ameaça a partir de amanhã, e que nos deparamos agora com a questão de saber se o Irã deve ser bombardeado ou ter permissão para ter a bomba".
No final de outubro de 2007, de acordo com o International Herald Tribune, o ex-chefe da AIEA, Mohamed ElBaradei, afirmou que ele não tinha visto "nenhuma evidência" de que o Irã estaria desenvolvendo armas nucleares. O International Herald Tribune citou ElBaredei afirmando que,

"Temos informações de que houve talvez alguns estudos sobre possível armamento", disse Mohamed ElBaradei, que liderou a Agência Internacional de Energia Atômica. "É por isso que temos dito que não podemos dar um passe para o Irã agora, porque ainda há um monte de pontos de interrogação".
"Mas temos visto o Irã ter o material nuclear que pode ser facilmente utilizado em uma arma? Não. Você já viu um programa de armamento ativo? Não".

O relatório do International Herald Tribune passou a dizer que "ElBaradei disse que estava preocupado com a crescente retórica dos Estados Unidos, que ele observou focada em supostas as intenções do Irã de construir uma arma nuclear, em vez de provar de que o país estava ativamente em fazê-lo. Se houver evidência real , ElBaradei disse que ele gostaria de receber e vê-lo".
Em novembro de 2007, ElBaradei circulou um relatório para a próxima reunião do Conselho de Governadores da AIEA. As suas conclusões concluem que o Irã tem feito progressos importantes para esclarecer suas atividades passadas, incluindo desde o acesso à documentação e funcionários envolvidos no projeto de centrífuga na década de 80 a 90. As respostas fornecidas pelo Irã em relação aos últimos programas de centrífuga P-1 e P-2 foram considerados consistentes com os resultados da própria AIEA. No entanto, o Irã ignorou as exigências do Conselho de Segurança das Nações Unidas, e tem continuado a enriquecer urânio no ano passado. A AIEA não é capaz de confirmar de forma conclusiva que o Irã não está enriquecendo urânio para fins militares, como suas inspeções foram reservadas a oficinas previamente declaradas como parte do programa de enriquecimento de urânio civil, e os pedidos de acesso a determinadas oficinas militares foram negadas; o relatório observou que "Como resultado, o conhecimento da agência sobre o programa nuclear do Irã atual está diminuindo". O relatório também confirmou que o Irã possui agora 3 000 centrífugas, um aumento de 10 vezes em relação ao ano passado, embora a taxa de alimentação é inferior ao máximo para uma instalação deste projeto. Os dados referentes a centrífuga P-2, que Ahmadinejad reivindicou vai quadruplicar a produção de urânio enriquecido, fornecido apenas alguns dias antes do relatório ser publicado; o plano da AIEA de discutir esta questão em dezembro. Em resposta ao relatório os Estados Unidos se comprometeram a pressionar por mais sanções, enquanto o Irã apelou a um pedido de desculpas dos Estados Unidos.
Em sua última declaração de novembro de 2009 para o Conselho de Governadores da AIEA, Dr. Mohamed ElBaradei, disse a Agência que continuou a verificar o não desvio de material nuclear declarado no Irã, mas que outras questões de preocupação tinham chegado a um "beco sem saída", a menos que o Irã fosse cooperar plenamente com a agência. ElBaradei afirmou que seria útil se "fomos capazes de compartilhar com o Irã e obter mais do material que está no centro dessas preocupações", e também disse que seria útil se o Irã implementasse totalmente os acordos subsidiários ao seu Acordo de Salvaguardas e implementasse totalmente ao Protocolo Adicional. ElBaradei disse que o fracasso do Irã a relatar a existência de uma nova instalação de enriquecimento de combustível até setembro de 2009 era incompatível com suas obrigações sob os acordos subsidiários ao seu Acordo de Salvaguardas. ElBaradei terminou dizendo que as negociações internacionais representaram uma "oportunidade única para atender a uma necessidade humanitária e criar espaço para negociações".
Em 18 de fevereiro de 2010, a AIEA divulgou um novo relatório sobre o programa nuclear iraniano. Ivan Oelrich e Ivanka Barzashka, escreveram no Bulletin of the Atomic Scientists, e sugeriram "a mídia tem distorcido seriamente o conteúdo real do relatório" e que "de fato, nenhuma informação nova foi revelada". Eles escreveram que não havia "nenhuma avaliação independente de que o Irã está envolvendo um trabalho de armas" e que esta foi "mal a primeira vez que a agência tem discutido evidência de uma potencial pesquisa de armas nucleares de Teerã". O enviado do Irã à agência nuclear das Nações Unidas criticou as potências ocidentais que interpretaram o relatório da AIEA de forma "exagerada, seletiva e imprecisa". A Press TV informou que o relatório verificou o não desvio de material nuclear declarado no Irã e que o Irã começou a enriquecer urânio a um nível superior na presença dos inspetores da AIEA.
Em uma entrevista em abril de 2010 com a BBC, o ex-diretor-geral da AIEA, Mohamed ElBaradei, disse que as nações ocidentais estavam buscando sanções mais duras "fora de frustração". "Eu não acho que o Irã está desenvolvendo, ou temos novas informações de que o Irã está desenvolvendo uma arma nuclear hoje ... há uma preocupação com as futuras intenções do Irã, mas mesmo se você falar com MI6 ou a CIA, eles vão te dizer eles ainda estão 4 ou 5 anos de distância de uma arma. Então, a gente tem tempo para se envolver", disse ele. ElBaradei disse ainda que a construção de uma confiança entre as partes "não acontecerá até que os dois lados se sentem à mesa das negociações e resolver suas queixas. Mais cedo ou mais tarde isso vai acontecer".

#### Estudos do desdobramento das supostas armas
Ex-Diretor Geral da AIEA ElBaradei disse em 2009 que a agência não tinha encontrado "nenhuma evidência" de que o Irã estava desenvolvendo armas nucleares, mas o New York Times informou em janeiro de 2009 que a AIEA está investigando as acusações dos Estados Unidos do Projeto 110 e o Projeto 111 poderiam ser nomes para os esforços iranianos para a concepção de uma ogiva nuclear e fazê-lo funcionar com um míssil iraniano. "Nós estamos olhando para os fornecedores de informação para nos ajudar na questão da autenticidade, porque isso é realmente um grande problema. Não é uma questão que envolve material nuclear; é uma questão de alegações ", disse ElBaradei. ElBaradei tem relatórios que fortemente negam que a agência tinha concluído que o Irã desenvolveu tecnologia necessária para montar uma ogiva nuclear, quando um artigo de novembro de 2009, no The Guardian disse que as alegações incluem as atividades de design de armas do Irã através de dois projetos de ponto de implosão.
O artigo do New York Times citou relatórios confidenciais da inteligência dos Estados Unidos afirmando que o professor Mohsen Fakhrizadeh está no comando dos projetos, enquanto os oficiais iranianos afirmam que esses projetos são uma ficção composta pelos Estados Unidos. O artigo informou ainda que "enquanto a agência internacional prontamente admite que as evidências sobre os dois projetos permanece obscuro, um dos documentos nele apresentados brevemente em uma reunião dos países membros da agência em Viena no ano passado, a partir de projetos do Sr. Fakrizadeh, mostrou a cronologia de lançamento de mísseis, terminando com uma ogiva explodindo a cerca de 600 metros acima do solo, aproximadamente a altitude a partir da qual a bomba lançada sobre Hiroshima foi detonada". Gordon Oehler, que dirigia o centro de não proliferação da CIA e atuou como vice-diretor da comissão presidencial sobre as armas de destruição em massa, escreveu: "se alguém tem uma boa ideia para um programa de mísseis, e ele tem realmente boas ligações, ele vai ter esse programa através ... Mas isso não significa que não há um plano mestre para uma arma nuclear". Peritos estrangeiros notaram que as partes do relatório fez falta do público e muitas datas associadas as supostas atividades do Irã que significa que é possível que o Irã tem um projeto 110 de uma só vez, mas o descartou como a inteligência dos Estados Unidos insiste. O Washington Post relata que "em nenhum lugar existem ordens de construção, as faturas de pagamento, ou mais do que um punhado de nomes e locais possivelmente ligados aos projetos". Ex-diretor da AIEA, Mohamed ElBaradei disse que a Agência não tinha nenhuma informação de que o material nuclear foi usado e não tinha nenhuma informação que todos os componentes de armas nucleares tinham sido fabricados. O Irã afirmou que os documentos foram fabricados, enquanto a AIEA pediu ao Irã para ser mais cooperativa e os Estados-Membros para fornecer mais informações sobre as alegações para serem compartilhados com o Irã.
Em agosto de 2009 um artigo no jornal israelense Haaretz afirmou que ElBaradei tinha "censurado" as provas obtidas por inspetores da AIEA ao longo dos últimos meses. ElBaradei ficou com raiva e rejeitou as acusações de Israel, França e os Estados Unidos em que havia suprimido o relatório interno da AIEA, dizendo que todas as informações relevantes e confirmou que foi apresentado aos Estados membros. ElBaradei disse que ele e a agência disseram repetidas vezes que os rumores de censura eram "totalmente infundadas e totalmente sem fundamento. Todas as informações que recebemos que foi analisado, avaliado de acordo com as nossas práticas padrão e foi compartilhada com o Conselho".
Em 16 de novembro de 2009, o Diretor Geral apresentou um relatório ao Conselho de Governadores. O relatório afirma que "continua a haver uma série de questões pendentes que originam preocupações, que precisam ser esclarecidas para excluir a existência de possíveis dimensões militares do programa nuclear iraniano". "A Agência ainda aguarda uma resposta do Irã a seu pedido para atender as autoridades iranianas relevantes em relação a essas questões", disse o relatório. O relatório diz ainda que "seria útil se os Estados-Membros que forneceram a documentação à Agência concordariam em participar dessa documentação com o Irã, conforme o caso".
A Rússia negou as acusações de "assistência contínua da Rússia para o programa de armas nucleares do Irã" como "totalmente infundada" e disse que o relatório da AIEA de novembro de 2009 reafirmou a ausência de um componente militar nos esforços do Irã na área nuclear.
Em dezembro de 2009, The Times afirmou que um documento a partir de uma agência de inteligência da Ásia não identificada descreveu o uso de uma fonte de nêutrons, que não tem a não ser em uma arma nuclear de uso, e afirmou que o documento parecia ser a partir de um escritório em Ministério da Defesa do Irã, e pode ter sido em torno de 2007. Norman Dombey, professor emérito de física teórica na Universidade de Sussex, escreveu que "nada nos 'documentos de inteligência' publicados mostra o Irã está perto de ter armas nucleares" e argumentou que "é pouco provável que os projetos de armas nucleares seria distribuído entre várias universidades ou peças de armas comercializadas para centros de pesquisa". Um alto funcionário das Nações Unidas que viu o documento disse que pode ou não ser autêntico, que não estava claro quando o documento foi escrito, e que não estava claro se todas as experiências já tinha sido efetivamente realizadas. A CIA não se declara se acredita que o documento era real, e as agências de espionagem europeias também não deram qualquer tipo de autenticação para o documento. Agências de inteligência ocidentais disseram que, se verdadeiro, não ficou claro se o papel forneceu novas pesquisas armas iranianas. "É muito preocupante se for real", disse Thomas B. Cochran, um cientista sênior do programa nuclear do Natural Resources Defense Council. O Instituto de Ciência e Segurança Internacional, disse que "recomenda cautela e uma avaliação mais aprofundada" do documento e observou que "o documento não menciona armas nucleares ... e não vimos nenhuma evidência de uma decisão do Irã de construir-los". Anton Khlopkov, o diretor fundador do Centro de Estudos de Segurança e Energia, disse que o vazamento da mídia pode estar sendo usada "como um pretexto para incitar a campanha contra o Irã". O ex-primeiro-ministro russo Yevgeny Primakov disse também após as publicações dos documentos públicos "A Rússia não tem nenhuma informação concreta de que o Irã está planejando a construção de uma arma". Representante da Rússia à AIEA, Alexander Zmeyevskiy, observou que embora a AIEA está em posse desses documentos, as conclusões da AIEA "não contém quaisquer conclusões sobre a presença de atividades nucleares não declaradas no Irã". O Irã destacou as reivindicações que não foram verificadas pela Agência Internacional de Energia Atômica e argumentou que "alguns países estão com raiva que o nosso povo defende seus direitos nucleares". "Eu acho que algumas das afirmações sobre a nossa questão nuclear se transformou em uma piada repetitiva e sem gosto", disse o presidente iraniano, Mahmoud Ahmadinejad, em resposta aos documentos.

### Posição iraniana
O Irã afirma que o propósito de seu programa nuclear é a geração de energia e que qualquer outra utilização seria uma violação do Tratado de Não Proliferação Nuclear, do qual é signatário, bem como sendo contra os princípios religiosos islâmicos. O Irã afirma que a energia nuclear é necessária para uma população em plena expansão e em rápida industrialização. Ele aponta para o fato de que a população do Irã mais do que duplicou em 20 anos, o país importa regularmente a gasolina e eletricidade, e que a queima de combustíveis fósseis em grande quantidade prejudica o ambiente do Irã drasticamente. Além disso, o Irã questiona porque não deve ser autorizado a diversificar suas fontes de energia, especialmente quando há temores de seus campos de petróleo sendo posteriormente esgotados. Continua a argumentar que o seu valioso petróleo deve ser usado para produtos de alto valor e de exportação, não na simples geração de energia elétrica. Além disso, o Irã argumenta que a energia nuclear torna relativamente um bom custo-benefício. Construir reatores é caro, mas os custos operacionais posteriores são baixos e estáveis, e cada vez mais competitivo como os preços dos combustíveis fósseis subindo. O Irã também levanta questões de financiamento, afirmando que o desenvolvimento do excesso da capacidade em sua indústria petrolífera iria custar US$ 40 bilhões, sem falar em pagar para as usinas. O aproveitamento de energia nuclear custa uma fração deste, considerando que o Irã tem abundantes reservas de minério de urânio acessíveis. Estas alegações foram ecoadas por Scott Ritter, ex-inspetor de armas Nações Unidas no Iraque. Roger Stern, do Departamento de Geografia e Engenharia Ambiental de John Hopkin, concorda com as "reivindicações do Irã na necessidade de energia nuclear que poderia ser verdadeira".
O Irã afirma que tem o direito legal de enriquecer urânio para fins pacíficos sob o TNP, e ainda diz que "tem constantemente cumprido as suas obrigações no âmbito do TNP e do Estatuto da Agência Internacional de Energia Atômica". 12 outros países são conhecidos por operar as instalações de enriquecimento de urânio. O Irã afirma que o "fracasso de certos Estados com Armas Nucleares para cumprir as suas obrigações internacionais continuam a ser uma fonte de ameaça para a comunidade internacional". O Irã também afirma que "o único país que já usou armas nucleares ainda mantém um arsenal considerável de milhares de ogivas nucleares" e apela a uma parada para a transferência de tecnologia para os estados não signatários do TNP. O Irã solicitou o desenvolvimento de uma comissão de acompanhamento para garantir o cumprimento do desarmamento nuclear global. Irã e muitos outros países sem armas nucleares têm dito que a presente situação na qual Estados com Armas Nucleares monopolizam o direito de possuir armas nucleares é "altamente discriminatório", e têm empurrado para obter as etapas para acelerar o processo de desarmamento nuclear.
Irã criticou a União Europeia, porque acredita que não tomou medidas para reduzir o perigo de armas nucleares no Oriente Médio. O Irã convidou o Estado de Israel a assinar o TNP, aceitar a inspeção de suas instalações nucleares, e colocar suas instalações nucleares sob salvaguardas da AIEA. Irã propôs que o Oriente Médio seja estabelecido como uma proposta de Zona Livre de Armas Nucleares.
Em 3 de dezembro de 2004, o ex-presidente do Irã e um clérigo islâmico, Ali Akbar Hashemi Rafsanjani aludiu a posição do Irã sobre a energia nuclear:

Se Deus quiser, esperamos em breve a se juntar ao clube dos países que têm uma indústria nuclear, com todos os seus ramos, exceto o militar, em que não estamos interessados. Queremos conseguir o que temos o direito. Eu digo claramente que a nenhum preço que vamos estar dispostos a abrir mão de nosso direito legal e internacional. Gostaria também de dizer de forma inequívoca para aqueles que fazem falsas alegações: O Irã não está tentando desenvolver armas nucleares, mas não vai desistir dos seus direitos. Sua provocação não nos fará buscar armas nucleares. Esperamos que você venha com seus sentidos em breve e não obtenha o mundo envolvido em disputas e crises.

Em 14 de novembro de 2004, o principal negociador nuclear do Irã disse que seu país concordou em forma voluntária e temporariamente suspender o programa de enriquecimento de urânio após pressão da União Europeia, em nome do Reino Unido, França e Alemanha, como uma medida de criação de confiança por um período razoável de tempo, de seis meses mencionado como referência.
Presidente iraniano, Mahmoud Ahmadinejad, declarou publicamente que o Irã não está desenvolvendo armas nucleares. Em 9 de agosto de 2005 o líder supremo do Irã, aiatolá Ali Khamenei, emitiu um fatwa que a produção, armazenamento e o uso de armas nucleares são proibidos sob o Islã e que o Irã nunca deve adquirir essas armas. O texto do fatwa não foi liberado apesar de ter sido referenciado em um comunicado oficial em uma reunião da Agência Internacional de Energia Atômica (AIEA), em Viena.
O presidente iraniano, Mahmoud Ahmadinejad, em um discurso de 2005 na Assembleia Geral da ONU disse: "Estamos preocupados em que uma vez alguns estados poderosos controlam completamente os recursos de energia nuclear e tecnologia, eles vão negar o acesso a outros estados, assim, aprofundar o fosso entre os países poderosos e do resto da comunidade internacional ... uso pacífico da energia nuclear, sem a posse de um ciclo de combustível nuclear é uma proposta vazia".
Em 6 de agosto de 2005, o Irã rejeitou uma proposta de 34 páginas da União Europeia destinado a ajudar o Irã a construir "um programa de geração de energia nuclear civil e pesquisa, economicamente viável e à prova de proliferação". Os europeus, com acordo dos Estados Unidos, que visam atrair o Irã em um compromisso vinculativo para não desenvolver a capacidade de enriquecimento de urânio, oferecendo o combustível e outras formas de apoio a longo prazo que facilite a geração de eletricidade com a energia nuclear. O porta-voz do Ministério das Relações Exteriores iraniano, Hamid-Reza Assefi rejeitou a proposta, dizendo: "Temos já tinha anunciado que qualquer plano tem de reconhecer o direito do Irã de enriquecer urânio". Após a Revolução Iraniana, a Alemanha suspendeu a construção do reator de Bushehr, os Estados Unidos cortaram o fornecimento de urânio altamente enriquecido, combustível para o Reator de Pesquisa de Teerã, e o Irã nunca recebeu urânio da França, que isso afirmou ter o direito. A Rússia concordou em não fornecer uma usina de enriquecimento e encerrou a cooperação em diversas outras tecnologias nucleares-relacionadas, incluindo a separação isotópica por laser; A China rescindiu vários projetos nucleares (em troca, em parte, para a entrada em vigor de um acordo de cooperação nuclear civil Estados Unidos-China); A Ucrânia concordou em não fornecer a turbina para Bushehr. O Irã afirma que essas experiências contribuem para a percepção de que fontes nucleares estrangeiras são potencialmente sujeito a ser interrompido.
Irã retomou seu programa de enriquecimento de urânio em janeiro de 2006, o que levou a AIEA a remeterem a questão ao Conselho de Segurança das Nações Unidas.
Em 21 de fevereiro de 2006, Rooz, um site de notícias dirigido por exilados iranianos (o Fedayeen Khalq [Commandos do Povo] grupo terrorista de esquerda), informou que Hojatoleslam Mohsen Gharavian, um estudante de Qom clérigo fundamentalista de Mesbah Yazdi, falou sobre a necessidade do uso de armas nucleares como uma forma de retaliar e anunciou que "com base na lei religiosa, tudo depende do nosso propósito". Em uma entrevista com a Agência de Notícias da República Islâmica no mesmo dia, Gharavian rejeitou estes relatórios, dizendo "Nós não procuramos armas nucleares e à religião islâmica incentiva a convivência juntamente com a paz e amizade".
Em 11 de abril de 2006, o presidente iraniano, Mahmoud Ahmadinejad anunciou que cientistas iranianos que trabalham na instalação piloto de Natanz havia enriquecido urânio com sucesso para o nível de 3.5%, com uma pequena cascata de 164 centrífugas a gás. No discurso televisionado a partir da cidade de Meshed, disse: "Estou anunciando oficialmente que o Irã juntou-se ao grupo de países que possuem tecnologia nuclear".
Em maio de 2006 alguns membros do Legislativo iraniano ("Majlis" ou Parlamento) enviaram uma carta ao secretário-geral das Nações Unidas, Kofi Annan, ameaçando retirar-se do TNP se o direito do Irã ao uso pacífico da tecnologia nuclear sob o tratado não for protegido.
Em 21 de fevereiro de 2007, o mesmo dia em que o prazo das Nações Unidas para suspender atividades nucleares expirou, Mahmoud Ahmadinejad, fez a seguinte declaração: "Se eles dizem que devemos fechar nossas instalações de produção de combustível para retomar as negociações, dizemos bem, mas aqueles que entram e falam com a gente também devem encerrar suas atividades de produção de combustível nuclear". O porta-voz da Casa Branca, Tony Snow, rejeitou a oferta e o chamou de uma "proposta falsa".
O Irã disse que as sanções do Conselho Segurança das Nações Unidas que visam reduzir suas atividades de enriquecimento de urânio de forma injusta e consagrar a área médica. "Temos milhares de pacientes por mês em nossos hospitais sozinhos ... Se não podemos ajudá-los, alguns vão morrer. É tão simples como isso", disse um especialista em medicina nuclear iraniano. Um judeu iraniano da Califórnia afirmou "Eu não acredito nessas sanções ... Eles machucam as pessoas normais, não os líderes. Qual é a utilidade disso?" O vice-presidente da Organização de Energia Atômica do Irã, Ghannadi enquadrou o debate como uma questão humanitária "Trata-se de seres humanos. ... Quando alguém está doente, devemos dar remédios". O Irã informou à Agência Internacional de Energia Atômica (AIEA) que o combustível obtido a partir da Argentina, em 1993, seria executado até o final de 2010, e que poderia produzir o próprio urânio ou comprar urânio do exterior.
Em fevereiro de 2010, para reabastecer o Reator de Pesquisa de Teerã que produz isótopos médicos, O Irã começou a usar uma única cascata de enriquecimento de urânio "até 19.8%", para combinar o combustível estrangeiro fornecido anteriormente. 20% é o limite superior para o urânio de baixo enriquecimento. Embora o urânio altamente enriquecido a níveis superiores a 20% é considerado tecnicamente utilizável em um dispositivo explosivo nuclear, este percurso é muito menos desejável porque precisa de muito material para ser necessária a alcançar uma reação nuclear em cadeia sustentada. Somente urânio altamente enriquecido a 90% é utilizavel em um programa de desenvolvimento de armas.
Em uma entrevista em outubro de 2011, o presidente Ahmadinejad do Irã, disse:
"Já nós manifestamos sobre o nosso ponto de vista sobre bombas nucleares. Estamos dizendo que aqueles que estão buscando construir bombas nucleares ou aqueles que estocam, esses são politicamente e mentalmente retardados. Achamos que eles são estúpidos, porque a era de bombas nucleares acabou. [Por que], por exemplo, o caso do Irã prosseguirá os seus esforços e tolerar todos os tesouros internacionais só para construir uma bomba nuclear, ou algumas bombas nucleares que são inúteis? Que nunca podem ser usados!"
Em 22 de fevereiro de 2012, em uma reunião em Teerã com o diretor e oficiais da Organização de Energia Atômica do Irã (OIEA) e cientistas nucleares, líder da Revolução Islâmica, o aiatolá Seyyed Ali Khamenei, disse:
 "A nação iraniana nunca buscou e nunca vai buscar armas nucleares. Não há dúvidas de que os responsáveis pelas decisões nos países opostos nos conhecem bem que o Irã não está atrás de armas nucleares, porque a República Islâmica, logicamente, religiosamente e teoricamente, considera a posse de armas nucleares um pecado grave e acredita que a proliferação de tais armas é sem sentido, destrutivo e perigoso."

### Posição dos Estados Unidos
- Em 2005, os Estados Unidos afirmaram que o Irã violou tanto o artigo III e o artigo II do TNP.[145] O Conselho de Governadores da AIEA, em uma rara votação dividida, concordou que o Irã entrou em desacordo com seu acordo de salvaguardas do TNP de 1985 a 2003 por uma "política de ocultação"[40] sobre seus esforços para desenvolver tecnologias de enriquecimento e reprocessamento.[23] Os Estados Unidos,[146] a AIEA[147] e outros[148] consideram essas tecnologias um motivo de especial preocupação, pois eles podem ser usados para produzir material físsil para uso em armas nucleares.
- Os Estados Unidos argumentaram que a ocultação de esforços para desenvolver tecnologia nuclear do Irã é uma evidência à primeira vista da intenção do Irã de desenvolver armas nucleares, ou, no mínimo, desenvolver uma capacidade de armas nucleares latente. Outros notaram que, enquanto a posse da tecnologia "contribui para a latência de Estados com armas não nucleares em seu potencial para adquirir armas nucleares", mas que tal latência não é necessariamente uma evidência de intenção de avançar para a aquisição de armas nucleares, já que "a intenção está nos olhos de quem vê".[149]
- Os Estados Unidos também forneceram informações à AIEA em estudos iranianos relacionados ao design de armas, atividades, incluindo uma intenção de desviar um programa de energia nuclear civil para a fabricação de armas, com base em um computador laptop supostamente ligado aos programas de armas iranianos. Os Estados Unidos apontaram para outra informação relatada pela AIEA, incluindo o projeto "Sal Verde", e a posse de um documento sobre os hemisférios de metal para fabricação de urânio, e outras relações entre os militares do Irã e seu programa nuclear, como outras indicações de uma intenção militar para o programa nuclear iraniano.[150] A AIEA disse que a inteligência dos Estados Unidos, até 2007 demonstrou informações imprecisas ou não levaram a descobertas significativas dentro do Irã;[151] no entanto, os Estados Unidos, e outros recentemente forneceram mais informações para a agência.[152]
- Em maio de 2003, o embaixador da Suíça no Irã enviou ao Departamento de Estado um documento de duas páginas, supostamente aprovado pelo aiatolá Khamanei, esboçando um roteiro para a normalização das relações entre os dois estados. Os iranianos ofereceram total transparência de seu programa nuclear e a retirada do apoio do Hamas e o Hezbollah, em troca de garantias de segurança e normalização das relações diplomáticas. A administração Bush não respondeu à proposta, como responsáveis superiores americanos duvidaram da sua autenticidade.[153][154]
- Os Estados Unidos reconhecem o direito do Irã à energia nuclear, e juntou-se com a UE-3, Rússia e China na oferta de cooperação econômica e tecnológica nuclear em troca o Irã suspenda o enriquecimento de urânio. Esta cooperação deverá incluir um fornecimento seguro de combustível para reatores nucleares iranianos.[155]
- A razão por trás da resistência potencial dos Estados Unidos para o programa nuclear iraniano está na geopolítica do Oriente Médio. Na sua essência, os Estados Unidos considera que deve se proteger contra até mesmo a possibilidade do Irã obter uma capacidade de armas nucleares. Um pouco da tecnologia nuclear é de dupla utilização, ou seja, ele pode ser usado para geração de energia pacífica, e para desenvolver armas nucleares, uma situação que resultou no programa de armas nucleares da Índia em 1960. O Irã com armas nucleares poderia mudar dramaticamente o equilíbrio de poder no Oriente Médio, enfraquecendo a influência dos Estados Unidos. Também poderia encorajar outras nações do Oriente Médio a desenvolver armas nucleares reduzindo ainda mais a influência dos Estados Unidos em uma região crítica.[156]
- Em 2003, os Estados Unidos insistiram que Teerã se "responsabilize" por tentar construir armas nucleares em violação de seus acordos.[157] Em junho de 2005, a Secretária de Estado dos Estados Unidos Condoleezza Rice se referindo ao ex-chefe da AIEA, Mohamed ElBaradei, para "endurecer a sua posição sobre o Irã" ou não tentar ser escolhido para um terceiro mandato como chefe da AIEA.[158] A AIEA, em algumas ocasiões criticou a postura dos Estados Unidos sobre o programa iraniano.[159] Os Estados Unidos denunciaram o enriquecimento bem sucedido do Irã de urânio em abril de 2006, com o porta-voz Scott McClellan dizendo, eles "continuam a mostrar que o Irã está se movendo na direção errada". Em novembro de 2006, Seymour Hersh descreveu um projeto de avaliação confidencial da CIA "desafiando as suposições da Casa Branca sobre o quão perto o Irã poderia estar na construção de uma bomba nuclear. Que continuou: "A CIA não encontrou provas conclusivas, ainda, de um programa iraniano secreto de armas nucleares, paralelo às operações civis que o Irã declarou à Agência Internacional de Energia Atômica", acrescentando que um oficial sênior da inteligência atual confirmou a avaliação.[160] Em 25 de fevereiro de 2007, The Daily Telegraph informou que a Quinta Frota dos Estados Unidos, incluindo os superporta-aviões da classe Nimitz o Dwight D. Eisenhower, Nimitz e o John C. Stennis "se preparam para enfrentar o Irã".[161]
- Em março de 2006, foi relatado que o Departamento de Estado dos Estados Unidos abriu um Escritório de Assuntos iranianos (OIA) supervisionado por Elizabeth Cheney, filha do vice-presidente Dick Cheney. A missão do escritório era supostamente promover uma transição democrática no Irã,[162] e ajudar a "derrotar" o regime iraniano.[163] O Irã argumentou que o escritório foi incumbido a elaborar planos para derrubar seu governo. Um reformista iraniano disse que após o escritório ser aberto muitos "parceiros são simplesmente estavam com medo de trabalhar com a gente", e que o escritório tinha "um efeito inibidor".[164] O Congresso dos Estados Unidos já teria destinado mais de US$ 120 milhões para financiar o projeto.[165] O jornalista investigativo Seymour Hersh também revelou em julho de 2008 que o Congresso também concordou com um pedido de US$ 400 milhões para financiar operações secretas em grande escalada dentro do Irã.[166]
- O governo Bush repetidamente se recusou a proibir a utilização de armas nucleares contra o Irã. A Revisão de Postura Nuclear dos Estados Unidos divulgado em 2002 especificamente previsto o uso de armas nucleares em uma base do primeiro ataque, mesmo contra estados não nucleares.[167] O repórter investigativo Seymour Hersh relatou em 2006 que o governo Bush estava planejando o uso de armas nucleares contra o Irã.[168] Quando questionado especificamente sobre o potencial de uso de armas nucleares contra o Irã, o presidente Bush afirmou que "todas as opções estão sobre a mesa". De acordo com o Bulletin of the Atomic Scientists, "o presidente dos Estados Unidos ameaçou diretamente o Irã com um ataque nuclear preventivo. É difícil ler a sua resposta de qualquer outra maneira".[169]
- Em setembro de 2007, Condoleezza Rice, Secretária de Estado dos Estados Unidos, advertiu a AIEA para não interferir com a diplomacia internacional sobre as alegações do programa de armas do Irã. Ela disse que o papel da AIEA deve ser limitado a realização de inspeções e oferecendo uma "declaração clara e uma comunicação clara sobre o que os iranianos estão fazendo, se e quando e se eles estão vivendo de acordo com os acordos que assinaram". Ex-Diretor Geral da AIEA ElBaradei pediu menos ênfase nas sanções adicionais das Nações Unidas e mais ênfase no reforço da cooperação entre a AIEA e Teerã. O Irã concordou com os pedidos da AIEA para responder a questões não resolvidas sobre seu programa nuclear. ElBaradei muitas vezes criticou o que ele chamou de "belicista", apenas para ser informado de Rice é a mente do negócio.[170]
- Em dezembro de 2007, o National Intelligence Estimate dos Estados Unidos (que representa a visão de consenso de todas as 16 agências de espionagem americanas) concluiu, com um "alto nível de confiança", que o Irã havia suspendido todos os seus programa de armas nucleares em 2003 e que o programa permanece congelado. Uma nova estimativa diz que o programa de enriquecimento ainda poderia fornecer ao Irã matéria-prima suficiente para produzir uma arma nuclear em algum momento por meio da próxima década, mas que as agências de inteligência "não sabem se atualmente pretende desenvolver armas nucleares" ou em alguma data futura. O senador Harry Reid, líder da maioria, disse que espera que o governo vai "ajustar adequadamente sua retórica e política".[56][57]
- Em 2 de fevereiro de 2009, o trigésimo aniversário da Revolução Islâmica no Irã, o Irã lançou  no espaço seu primeiro satélite Omid[171] produzido internamente[172] (que significa "esperança"). O presidente do Irã, Mahmoud Ahmadinejad, descreveu o lançamento como bem sucedido o satélite Omid de processamento de dados é um grande motivo de orgulho para o Irã e disse que o projeto melhorou o status do Irã no mundo.[173] Os Estados Unidos afirmaram que as atividades do Irã poderiam estar ligados ao desenvolvimento de uma capacidade nuclear dos militares e que as atividades eram de "grande preocupação".[174] Os Estados Unidos especificamente anunciaram que vão continuar "a enfrentar as ameaças representadas pelo Irã, incluindo aqueles relacionados à sua mísseis e programas nucleares".[175] Apesar de os Estados Unidos dizerem que isso usa todos os elementos de seu poder nacional para lidar com ações de Teerã,[176] O Irã disse que o lançamento foi um passo para remover o monopólio científico de alguns países do mundo que estão tentando impor ao mundo.[177] O Consultor da Segurança Nacional do Iraque Mowaffak al-Rubaie disse que o Iraque estava muito satisfeito com o lançamento do satélite de processamento de dados pacífico do Irã.[178]
- Em março de 2009, Richard N. Haass, presidente do Conselho das Relações Exteriores, escreveu que a política dos Estados Unidos deve ser completamente multilateral e sugeriu o reconhecimento ao obter o enriquecimento do Irã e concordar com limites do seu enriquecimento. "Em contrapartida, algumas das sanções atualmente em vigor seriam suspensas. Além disso, o Irã deve ser oferecido o acesso garantido ao fornecimento adequado de combustível nuclear com o objetivo de produzir eletricidade. A normalização dos laços políticos poderia ser parte da equação", disse Haass.[179] Em outubro de 2009, o presidente do Fundo Ploughshares, Joseph Cirincione delineou "cinco mitos persistentes sobre o programa nuclear do Irã": que o Irã está prestes a desenvolver uma arma nuclear, que um ataque militar iria nocautear o programa iraniano, que "podemos paralisar o Irã com sanções", que um novo governo no Irã iria abandonar o programa nuclear, e que o Irã é a principal ameaça nuclear no Oriente Médio.[180]
- Em 2009, Consultor Independente de Segurança dos Estados Unidos Linton F. Brooks escreveu que em um futuro ideal "O Irã tenha abandonado seus planos de armas nucleares, devido à pressão internacional consistente sob a liderança conjunta dos Estados Unidos-Rússia. Irã implementar o Protocolo Adicional de desenvolvimento de energia nuclear comercial sob salvaguardas rigorosas da Agência Internacional de Energia Atômica (AIEA) usando uma abordagem de locação de combustível com o combustível fornecido pela Rússia e o combustível irradiado retornar à Rússia".[181]
- Em 2009 o Serviço de Pesquisa do Congresso dos Estados Unidos, disse que a inteligência dos Estados Unidos acreditava que o Irã tinha terminado o "design e o trabalho armamento da arma nuclear", em 2003.[15] O consenso da inteligência foi afirmada por líderes da United States Intelligence Community. Alguns assessores dentro da administração Obama reafirmaram as conclusões da inteligência,[182] enquanto outros "principais assessores" na administração Obama "dizem que não acreditam mais" na principal conclusão da Estimativa Nacional de Inteligência de 2007".[183] Thomas Fingar, ex-presidente do Conselho Nacional de Inteligência até dezembro de 2008, disse que a estimativa original Nacional de Inteligência de 2007 sobre o Irã "tornou-se controversa, em parte, porque a Casa Branca instruiu a Comunidade de Inteligência lançou uma versão não confidencial das decisões-chave do relatório, mas recusou-se a assumir a responsabilidade de ordenar a sua libertação".[184]
- O tenente-general Ronald Burgess, chefe da Agência da Inteligência de Defesa, disse que em janeiro de 2010 que não havia provas de que o Irã tomou a decisão de construir uma arma nuclear e que as principais conclusões da Estimativa Nacional de Inteligência de 2007, estão todas corretas.[185]
- Em 20 de julho de 2011, Frederick H. Fleitz, um ex-analista da CIA do House Intelligence Committee, teve problemas com uma revisão da Estimativa Nacional de Inteligência de 2007 sobre o programa de armas nucleares do Irã em um artigo do Wall Street Journal intitulado "America's Intelligence Denial on Iran". No artigo, Fleitz alegou que a nova estimativa teve problemas graves e subestimou a ameaça da busca do programa de armas nucleares tanto quanto a versão de 2007. No entanto, Fleitz afirmou que não foi permitido pela censura da CIA para discutir suas preocupações específicas sobre a estimativa. Fleitz também alegou a estimativa teve um quatro-membro fora da revisão que ele via como tendenciosa uma vez que três dos revisores tinham a mesma visão ideológica e de política, e dois deles eram de Washington, D.C. Ele observou que a CIA o impediu de liberar os nomes dos revisores do Irã em 2011.
- Vários militares oficiais de alta patente da inteligência dos Estados Unidos afirmaram que os efeitos de um ataque israelense às instalações nucleares do Irã não seria preventivo. O secretário de Defesa Leon Panetta, disse em dezembro de 2011, e o tenente-general James R. Clapper, diretor da Inteligência Nacional, disse que em fevereiro de 2012 que um ataque israelense só atrasaria o programa iraniano por um ou dois anos. Michael V. Hayden, ex-diretor da CIA, disse que, em janeiro de 2012, que Israel não era capaz de infligir danos significativos nas instalações nucleares iranianas. Ele disse: "Eles só têm a capacidade de piorar as coisas".[186] Em fevereiro de 2012, o almirante William J. Fallon, que se aposentou em 2008, como chefe do Comando Central dos Estados Unidos, disse: "Ninguém que eu saiba pensa que não há qualquer resultado positivo real de um ataque militar ou algum tipo de conflito". Ele defendeu a negociação com o Irã e impedindo ações agressivas contra o Irã e disse: "Não vamos nós precipitar".[187][188] General Martin Dempsey, presidente do Estado-Maior Conjunto, disse em agosto de 2012, que um ataque israelense unilateral ao Irã iria atrasar, mas não destruir o programa nuclear do Irã e que ele não queria ser "cúmplice" em tal ataque. Ele também declarou que as sanções estavam tendo efeito e deve ser dado tempo para trabalhar, e que um ataque prematuro pode até danificar a "coalizão internacional" contra o Irã.[189] O ex-secretário de Defesa e ex-diretor da CIA, Robert Gates, afirmou em outubro de 2012 que as sanções estavam começando a ter um efeito e que "os resultados de um ataque militar americano ou israelense contra o Irã poderia, a meu ver, revelar-se catastrófica, assombrando-nos por gerações".[190]
- Em 2011, os oficiais superiores de todas as principais agências de inteligência americanas afirmaram que não havia provas conclusivas de que o Irã tenha feito qualquer tentativa de produzir armas nucleares desde 2003.[12]
- Em janeiro de 2012, o secretário de Defesa dos Estados Unidos, Leon Panetta, afirmou que o Irã estava buscando uma capacidade de armas nucleares, mas não estava tentando produzir armas nucleares.[17]
- Em 2012, as 16 agências de inteligência dos Estados Unidos, incluindo a CIA, informaram que o Irã estava buscando a pesquisa que lhe permita produzir armas nucleares, mas não estava tentando fazer.[12]

### Outras respostas internacionais

#### Nações Unidas
Em 2009, as Nações Unidas construiu uma estação de monitoramento sísmico no Turcomenistão, perto da fronteira com o Irã, para detectar tremores de explosões nucleares. O Conselho de Segurança das Nações Unidas exigiu que o Irã congelasse todas as formas de enriquecimento de urânio. O Irã argumentou que essas demandas de forma injusta obrigaram a abandonar os seus direitos no âmbito do Tratado de Não Proliferação Nuclear à tecnologia nuclear pacífica para fins energéticos civis.
Em 29 de dezembro de 2009, Zongo Saidou, assessor de sanções das Nações Unidas, disse que, tanto quanto sabia, nenhum dos países-membros das Nações Unidas havia alertado o comitê de sanções sobre as acusações de venda de urânio do Cazaquistão para o Irã. "Não temos ainda nenhuma informação oficial sobre este tipo de intercâmbio entre os dois países", disse Saidou. "Eu não tenho qualquer informação; Eu não tenho nenhuma prova", disse Saidou. Um relatório da inteligência de um país desconhecido alegou que funcionários desonestos do Cazaquistão estavam dispostos a vender ao Irã 1 350 toneladas de minério de urânio purificado em violação as sanções do Conselho de Segurança das Nações Unidas. A Rússia disse que não tinha conhecimento de um suposto plano iraniano para importar minério de urânio purificado do Cazaquistão. O Cazaquistão negou os relatórios. "Tais invenções de notícias fazem parte da guerra psicológica (contra o Irã) para servir aos interesses políticos das potências hegemônicas", disse o Irã. Askar Abdrahmanov, o representante oficial do Ministério das Relações Exteriores do Cazaquistão, disse que "as referências às fontes anônimas e documentos desconhecidos mostram a falta de fundamento dessas insinuações".

#### República Popular da China
O Ministério das Relações Exteriores da China apoia a resolução pacífica da questão nuclear iraniana por meio da diplomacia e negociações. Em maio de 2006 o porta-voz da chancelaria chinesa, Liu Jianchao afirmou: "Como signatário do Tratado de Não Proliferação Nuclear, o Irã goza do direito de uso pacífico da energia nuclear, mas também deve cumprir sua responsabilidade e correspondente compromisso". Ele acrescentou: "É uma necessidade urgente de que o Irã deve cooperar plenamente com a AIEA e reconquistar a confiança da comunidade internacional no seu programa nuclear".
Em abril de 2008, várias agências de notícias informaram que a China tinha fornecido inteligência à AIEA sobre o programa nuclear do Irã após relatório do repórter George Jahn da Associated Press com base em fontes diplomáticas anônimas.
O porta-voz do Ministério das Relações Exteriores da China, Jiang Yu, descreveu esses relatórios como "completamente infundado e fora de segundas intenções".
Em janeiro de 2010, a China reiterou sua exigência de que os esforços diplomáticos sobre a questão nuclear do Irã sobre sanções. "O diálogo e a negociação são as formas corretas de resolver adequadamente a questão nuclear do Irã, e ainda há espaço para esforços diplomáticos", disse o porta-voz chinês, Jiang Yu. "Esperamos que as partes interessadas tomem medidas mais flexíveis e pragmáticas e intensifiquem os esforços diplomáticos em uma tentativa de retomar as negociações o mais rápido possível", disse Jiang.
Em setembro de 2011 o jornal israelense Haaretz relatou várias declarações sobre o programa nuclear do Irã e a política externa da China no Oriente Médio, feitas pelo especialista independente chinês sobre o Oriente Médio, que recentemente visitou Israel, a convite do "Signal", uma organização que promove os laços acadêmicos entre Israel e a China. Yin Gang da Academia Chinesa de Ciências Sociais expressou a sua opinião sobre as políticas da China em direção a região, e de acordo com o Haaretz fez uma declaração surpreendente: "A China se opõe a qualquer ação militar contra o Irã, que poderia prejudicar a estabilidade regional e interferir com o fluxo de petróleo. Mas a China não vai parar, se Israel decidir atacar o Irã. Por todas estas razões, Israel e o Oriente Médio precisam de um país como a China. Israel precisa do poder da China".
Em março de 2012, o Ministro das Relações Exteriores chinês, Yang Jiechi, disse que "a China se opõe a qualquer país do Oriente Médio, incluindo o Irã, desenvolvimento e posse de armas nucleares", acrescentando que o Irã, no entanto, tem o direito de exercer atividades nucleares para fins pacíficos.

#### França
Em 16 de fevereiro de 2006 o Ministro das Relações Exteriores da França, Philippe Douste-Blazy disse: "Nenhum programa nuclear civil pode explicar o programa nuclear iraniano. É um programa nuclear militar clandestino".
Em janeiro de 2007, o ex-presidente francês Jacques Chirac, falou "fora dos registros" para repórteres do The New York Times, que se o Irã possuía uma arma nuclear, a arma não pode ser usada. Chirac fez alusão a destruição mutuamente assegurada quando ele declarou:

"Onde vai explodir, esta bomba? Em Israel? Não iria ir a 200 metros para a atmosfera antes de Teerã ser destruída".

#### Rússia
Em 2005, o assessor russo do Ministro da Energia Atômica Lev Ryabev afirmou que "nem a assinatura pelo Irã do TNP, a adoção do Protocolo Adicional (que prevê o direito de inspeção de instalações, a qualquer momento, sem aviso prévio), colocação de instalações nucleares sob salvaguardas da AIEA, nem os compromissos da Rússia e o Irã de repatriar combustível nuclear usado para a Rússia é visto como um bom argumento suficiente pelos Estados Unidos". Ryabev argumentou que "ao mesmo tempo, essas exigências não sejam impostas, por exemplo, o Brasil, que tem vindo a desenvolver a sua indústria de energia nuclear e ciclo de combustível nuclear, incluindo o enriquecimento de urânio".
Em 5 de dezembro de 2007 o Ministro das Relações Exteriores russo Sergey Lavrov disse que não tinha visto nenhuma evidência de qualquer programa de armas nucleares no Irã, não importa quantos anos. Em 16 de outubro de 2007, Vladimir Putin, visitou Teerã, no Irã para participar da Segunda Cúpula do Cáspio, onde se encontrou com o líder iraniano, Mahmoud Ahmadinejad. Numa conferência de imprensa após a cúpula Putin disse que "o Irã tem o direito de desenvolver seus programas nucleares pacíficos, sem quaisquer restrições".
Em 2009, o major-general russo Pavel S. Zolotarev argumentou a segurança do Irã que poderia ser parcialmente ser assegurada mediante o fornecimento ao Irã de mísseis modernos e sistemas de defesa aérea e oferecendo para o Irã a participar no trabalho de um dos centros de troca de dados em troca de "obrigações concretas de não proliferação".
Em maio de 2009, o Instituto EastWest divulgou uma avaliação da ameaça conjunta dos Estados Unidos-Rússia sobre o potencial nuclear e de mísseis do Irã. O relatório concluiu que não havia "nenhuma ameaça de IRBM/ICBM do Irã e que tal ameaça, mesmo que fosse a emergir, não é iminente". O relatório disse que não havia nenhuma evidência específica de que o Irã estava buscando a capacidade de atacar a Europa e que "é realmente difícil imaginar as circunstâncias em que o Irã iria fazê-lo". O relatório disse que se o Irã se buscar essa capacidade, seria necessário de 6 a 8 anos para desenvolver um míssil capaz de transportar uma ogiva de 1 000 kg por 2 000 km. O relatório disse que se o Irã terminar com a "contenção da AIEA e vigilância do material nuclear e todas as cascatas instaladas no Plano de Enriquecimento de Combustível" pode servir como um aviso antecipado das intenções iranianas.
Em dezembro de 2009, o Ministro das Relações Exteriores russo, Sergey Lavrov, disse que a questão nuclear iraniana seria resolvida exclusivamente por métodos diplomáticos. "É absolutamente claro que o problema possa ser resolvido exclusivamente por métodos políticos e diplomáticos e quaisquer outros cenários, especialmente o uso-de-força dos cenários, são completamente inaceitáveis", disse Lavrov. Yevgeny Primakov, um Ex-Primeiro-Ministro russo considerou o decano dos especialistas em Oriente Médio de Moscou, disse que não acredita que o Irã tomou a decisão de adquirir armas nucleares. A Rússia não tem nenhuma informação concreta de que o Irã está planejando a construção de uma arma. Pode ser igual ao Japão, que tem a capacidade nuclear, mas não tem uma bomba", afirmou Primakov.
Em fevereiro de 2012, o Primeiro-Ministro russo Vladimir Putin disse que a Rússia se opõe a que o Irã desenvolva capacidade de armas nucleares. "A Rússia não está interessada se o Irã se tornar uma potência nuclear. Isso levaria a maiores riscos para a estabilidade internacional". Disse Putin.

#### Reino Unido
O Reino Unido é parte da EU3+3 (Reino Unido, França, Alemanha, Estados Unidos, China e Rússia) grupo de países que estão envolvidos em discussões com o Irã. O Reino Unido é, portanto, um dos países que tem afirmado que o Irã seria fornecido com o combustível enriquecido e apoio ao desenvolver um programa de energia nuclear moderno, nas palavras do porta-voz do Ministério das Relações Exteriores "suspende todas as atividades relacionadas com o enriquecimento, responda todas as questões pendentes relacionadas com o programa nuclear do Irã e aplique o Protocolo Adicional de concordo com a AIEA". O Reino Unido (junto com China, França, Alemanha e Rússia) apresentaram as três resoluções do Conselho de Segurança que foram aprovadas pelas Nações Unidas.
Em 8 de maio de 2006, ex-vice-comandante-em-chefe das Forças Terrestres Britânicas, General Sir Hugh Beach, ex-ministros, cientistas e ativistas se juntaram em uma delegação para Downing Street em oposição a intervenção militar no Irã. A delegação entregou duas cartas ao Primeiro-Ministro Tony Blair de 1 800 físicos advertindo que a intervenção militar e o uso de armas nucleares teriam consequências desastrosas para a segurança do Reino Unido e no resto do mundo. As cartas com assinaturas de acadêmicos, políticos e cientistas, incluindo alguns dos 5 físicos que são ganhadores do Prêmio Nobel.

#### Israel
Israel, que não faz parte do Tratado de Não Proliferação Nuclear e que se acredita possuir armas nucleares,  tem frequentemente afirmado que o Irã está buscando ativamente um programa de armas nucleares. Argumentando uma "ameaça existencial do Irã", Israel emitiu várias ameaças explícitas para atacar o Irã. Michael Mullen, ex-presidente do Estado-Maior Conjunto dos Estados Unidos, advertiu que um ataque aéreo israelense ao Irã seria de alto risco e alertou contra Israel.
George Friedman, chefe da empresa de inteligência global Stratfor, disse que o Irã está "a décadas de distância" do desenvolvimento de qualquer capacidade de armas nucleares credível e que um ataque ao Irã teria graves repercussões para a economia global. Se o Irã jamais desenvolveu armas nucleares, acadêmico de Israel Avner Cohen observou "que a perspectiva de um primeiro ataque nuclear iraniano deliberada em Israel, seria um cenário inesperado, é praticamente inexistente... As chances do Irã ou para qualquer outro assunto que de energia nuclear, desencadear um ataque nuclear contra Israel, que tem em si a capacidade nuclear, parecem-me tão perto de zero".
Walter Pincus, do Washington Post escreveu que a posição de Israel sobre as armas nucleares complica os esforços contra o Irã. Gawdat Bahgat da Universidade da Defesa Nacional acredita que o programa nuclear iraniano é parcialmente formada sobre a ameaça nuclear potencial de Israel. Irã e à Liga Árabe propuseram o que o Oriente Médio ser estabeleça como uma Zona Livre de Armas Nucleares. Israel disse em maio de 2010, que não iria considerar tomar parte nas discussões nucleares da zona livre de armas ou aderir ao Tratado de Não Proliferação Nuclear. O Conselho de Segurança das Nações Unidas também pressionou por uma zona livre de armas nucleares no Oriente Médio, e pediu a todos os países a assinar e aderir ao Tratado de Não Proliferação Nuclear de 1970.
Em maio de 2010, Israel teria implantado o submarino da classe Dolphin com mísseis nucleares capazes de atingir qualquer alvo no Irã e no Golfo Pérsico. Suas missões eram de deter o Irã, reunir informações, e potencialmente desembarcar agentes do Mossad na costa iraniana.

#### Países Baixos
De acordo com um jornal neerlandês, os Países Baixos tinham lançado uma operação para infiltrar e sabotar a indústria de armas iranianas, mas a operação foi encerrada, devido a temores crescentes de um ataque americano ou israelense contra as instalações nucleares iranianas.

### Países muçulmanos
A Rede de Abdul Qadir Khan, estabeleceu a aquisição de equipamentos e materiais para o programa de armas nucleares do Paquistão (programa baseado em centrífugas a gás), também forneceu ao Irã tecnologia crítica para o seu programa de enriquecimento de urânio, e ajudou a "colocar o Irã em uma via rápida para se tornar uma potência de armas nucleares".

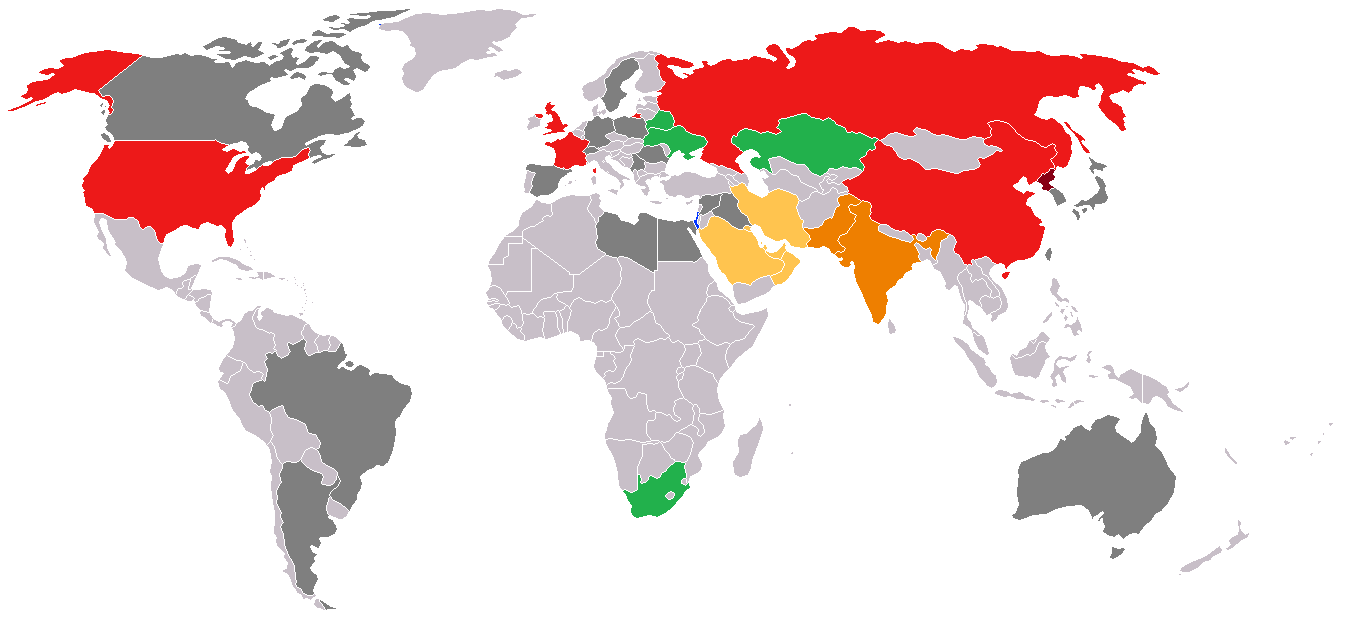
Mapa-múndi com o estado de desenvolvimento de armas nucleares representado em cores.
Os cinco "países com armas nucleares" pelo TNP.
Outros países conhecidos por possuir armas nucleares.
Países que antigamente tinham armas nucleares.
Países suspeitos de estar no processo de desenvolvimento de armas nucleares e/ou programas nucleares.
Países que a certa altura tinham armas nucleares e/ou programas de pesquisa de armas nucleares.
Países que possuem armas nucleares, mas não amplamente adotados.

A Pesquisa Árabe de Opinião Pública Anual de 2008, Inquérito do Presidente Anwar Al Sadat para a Paz e Desenvolvimento da Universidade de Maryland realizada no Egito, Jordânia, Líbano, Marrocos, Arábia Saudita e os Emirados Árabes Unidos em março de 2008 observou o seguinte ponto chave.
"Em contraste com os temores de muitos governos árabes, o público árabe não parece ver o Irã como uma grande ameaça. A maioria acredita que o Irã tem o direito de seu programa nuclear e não suportam a pressão internacional para forçá-lo a reduzir o seu programa. A população árabe (44%) acredita que, se o Irã vier a adquirir armas nucleares, o resultado seria mais positivo para a região do que negativo".
Indonésia, nação de maioria muçulmana mais populosa do mundo e um membro não permanente do Conselho de Segurança das Nações Unidas, absteve-se de um voto em março de 2008, em uma resolução das Nações Unidas para impor um terceiro conjunto de sanções contra o Irã. Foi o único país dos 10 membros não permanentes se abster. O presidente indonésio, Susilo Bambang Yudhoyono falou em uma conferência de imprensa conjunta com o presidente do Irã, Mahmoud Ahmadinejad, em Teerã em março de 2008, disse.
"O programa nuclear iraniano é de natureza pacífica e não deve ser politizado".
O Paquistão, que tem a segunda maior população muçulmana do mundo não é um membro do Tratado de Não Proliferação Nuclear e já possui armas nucleares.
Em 12 de maio de 2006 a Associated Press publicou uma entrevista com o ex-Chefe do Estado-Maior do Exército do Paquistão general Mirza Aslam Beg na entrevista da Associated Press do Paquistão, o general detalhou quase 20 anos de abordagens iranianas para obter armas convencionais e, em seguida, a tecnologia para armas nucleares. Ele descreveu uma visita do Irã em 1990, quando ele era chefe do Estado-Maior.
"Eles não queriam a tecnologia. Eles perguntaram: 'Podemos ter uma bomba?' Minha resposta foi: Por todos os meios que você pode ter, mas você deve fazer isso sozinho. Ninguém nos deu".
Mirza Aslam Beg disse que tem certeza que o Irã teve tempo suficiente para desenvolvê-las. Mas ele insiste que o governo paquistanês não ajudou, embora ele diz que a Ex-Primeira-Ministra Benazir Bhutto, uma vez lhe disse que os iranianos ofereceram mais de US$ 4 bilhões pela tecnologia.
Em um artigo em 2005 sobre a proliferação nuclear, afirmou.
"Eu não gostaria que minhas futuras gerações habitem na vizinhança de "Israel com capacidade nuclear"".
"Países tem que adquirem a capacidade (nuclear) por conta própria, como temos feito. O Irã vai fazer o mesmo, porque eles são ameaçados por Israel".
O San Francisco Chronicle informou em 31 de outubro de 2003, que grandes aiatolás, como o aiatolá Yousef Saanei, e clérigos iranianos liderados pelo aiatolá Ali Khamenei têm repetidamente declarado que o Islã proíbe o desenvolvimento e uso de todas as armas de destruição em massa. SFGate.com citou o aiatolá Ali Khamenei, dizendo:
"A República Islâmica do Irã, com base em suas crenças religiosas e leis fundamentais, nunca iria recorrer ao uso de armas de destruição em massa. Em contraste com a propaganda de nossos inimigos, fundamentalmente somos contra a qualquer produção de armas de destruição em massa, sob qualquer forma".
Em 21 de abril de 2006, em um comício do Hamas em Damasco, Anwar Raja, o representante baseado no Líbano da Frente Popular para a Libertação da Palestina, um partido que obteve 4.25% dos votos e tem 3 dos 132 lugares no Conselho Legislativo da Palestina após a eleição, declarou:
"O povo muçulmano e iraniano, lutam agora com os que possuem capacidades nucleares. Meu irmão, o representante iraniano sentado aqui, deixe-me dizer-lhe que nós, o povo palestino, somos a favor de que o Irã tenha uma bomba nuclear, não apenas energia para fins pacíficos".
Em 3 de maio de 2006 o clérigo xiita iraquiano o aiatolá Ahmad Husseini Al Baghdadi, que se opõe à presença de forças americanas no Iraque e é um defensor da jihad violenta foi entrevistado na TV síria. Em sua entrevista, ele disse:
"Como eles podem enfrentar o Irã? Como é que Israel tem 50 bombas nucleares? Por que eles são seletivos? Por que um país islâmico ou árabe não deve ter uma bomba nuclear? Não estou me referindo ao programa iraniano, que os iranianos dizem que é para fins pacíficos. Eu estou falando sobre uma bomba nuclear".
"Esta nação árabe islâmica deve obter uma bomba nuclear. Sem uma bomba nuclear, nós vamos continuar a sermos oprimidos".

#### Declaração de Baku
A declaração assinada em 20 de junho de 2006 pelos ministros das Relações Exteriores de 56 países dos 57 membros da Organização da Conferência Islâmica afirmaram que "a única forma de resolver a questão nuclear do Irã é retomar as negociações sem condições prévias e para reforçar a cooperação com o envolvimento de todas as partes envolvidas".

#### Qatar e o voto árabe contra a resolução do Conselho de Segurança das Nações Unidas
31 de julho de 2006: O Conselho de Segurança das Nações Unidas dá até 31 de agosto de 2006 para o Irã suspender o enriquecimento de urânio e toda a atividades correlata ou correr o risco de sanções. O projeto passou por uma votação de 14-1 (Qatar, que representa os países árabes no conselho, opondo-se). No mesmo dia, o embaixador do Irã nas Nações Unidas Mohammad Javad Zarif qualificou a resolução como "arbitrária" e ilegal porque o protocolo TNP garante explicitamente o direito internacional do Irã de desenvolver atividades nucleares para fins pacíficos. Em resposta à votação de hoje nas Nações Unidas, o presidente iraniano, Mahmoud Ahmadinejad, disse que seu país vai rever sua posição cara a cara do pacote econômico/incentivo oferecido anteriormente pelo G-6 (5 membros permanentes do Conselho de Segurança mais a Alemanha).
Em dezembro de 2006, o Conselho de Cooperação do Golfo apelou para uma zona livre de armas nucleares no Oriente Médio e no reconhecimento do direito de um país a experiência no campo da energia nuclear para fins pacíficos.

### Movimento dos Países Não Alinhados
O Movimento dos Países Não Alinhados, disse que a atual situação em que Estados com Armas Nucleares monopolizam o direito de possuir armas nucleares é "altamente discriminatório", e eles têm empurrado para as etapas para acelerar o processo de desarmamento nuclear.
Em 16 de setembro de 2006 em Havana, Cuba, todos os 118 países membros do Movimento dos Não Alinhados, ao nível de cúpula, declarou que apoia o programa nuclear iraniano para fins civis em sua declaração final escrita. Essa é uma clara maioria dos 192 países que compõem toda a Organização das Nações Unidas, que corresponde a 55% da população mundial.
Em 11 de setembro de 2007, o Movimento dos Não Alinhados, rejeitou qualquer "interferência" no acordo de transparência nuclear do Irã com inspetores das Nações Unidas por parte dos países ocidentais, através do Conselho de Segurança das Nações Unidas.
Em 30 de julho de 2008, o Movimento dos Não Alinhados, saudou a cooperação contínua do Irã com a AIEA e reafirmou o direito do Irã ao uso pacífico da tecnologia nuclear. O movimento ainda apelou para a criação de uma zona livre de armas nucleares no Oriente Médio e pediu um instrumento de negociação multilateralmente abrangente, que proíbe ameaças de ataques contra instalações nucleares dedicadas para a utilização pacífica da energia nuclear.

## Armas biológicas
O Irã ratificou a Convenção sobre as Armas Biológicas em 22 de agosto de 1973.
O Irã avançou em programas de pesquisa de biologia e engenharia genética que apoiam uma indústria que produz vacinas de classe mundial, tanto para uso doméstico e de exportação. A natureza de dupla utilização destas instalações significa que o Irã, como qualquer país com programas avançados de pesquisa biológica, poderia facilmente produzir agentes de guerra biológica. Um relatório de 2005 do Departamento de Estado dos Estados Unidos afirmou que o Irã começou a trabalhar em armas biológicas ofensivas durante a Guerra Irã-Iraque, e que sua grande legítima indústria de biotecnológica e biomédica "poderia facilmente esconder a capacidade de produção em escala industrial para um potencial programa de armas biológicas, e pode mascarar a aquisição de equipamentos de processos relacionados com armas biológicas". O relatório disse ainda que "a informação disponível sobre as atividades iranianas indica um programa ofensivo amadurecendo com uma capacidade de rápida evolução que pode em breve incluir a capacidade de proporcionar as armas por uma variedade de meios".
De acordo com a Nuclear Threat Initiative, o Irã é conhecido por possuir culturas de muitos agentes biológicos para fins científicos legítimos que foram armas por outras nações no passado, ou poderia, teoricamente, ser armas. Embora eles não alegam que o Irã tentou transformar os agentes em armas, o Irã possui instalações biológicas potencialmente suficientes para fazê-lo.

## Armas químicas

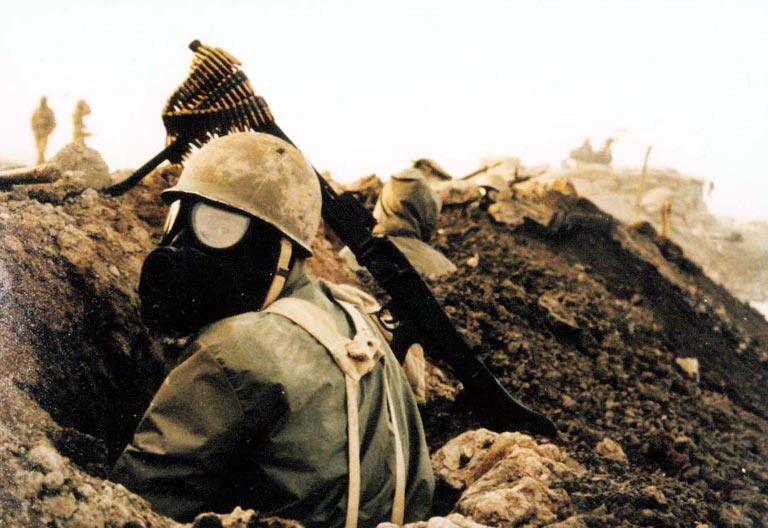
Soldado iraniano com máscara de gás alvo de bombardeamento químico por forças iraquianas no campo de batalha durante a guerra Irã-Iraque.

O Irã sofreu ataque de armas químicas no campo de batalha e sofreu centenas de milhares de vítimas, tanto civis como militares, em tais ataques durante 1980-1988 na Guerra Irã-Iraque. Como resultado, o Irã tem promulgado uma postura muito pública contra o uso de armas químicas, fazendo muitos comentários vitriólicos contra o uso de tais armas nos fóruns internacionais. O Irã não é conhecido por ter recorrido ao uso de armas químicas em retaliação aos ataques de armas químicas do Iraque durante a guerra Irã-Iraque, embora teria sido legalmente autorizado a fazê-lo sob os tratados internacionais existentes na ocasião sobre o uso de armas químicas que só proíbe a primeira utilização de tais armas. Na sequência da experiência adquirida durante a Guerra Irã-Iraque, o Irã assinou a Convenção sobre as Armas Químicas em 13 de janeiro de 1993 e o ratificou em 3 de novembro de 1997. Na declaração oficial submetido a OPAQ o governo iraniano admitiu que havia produzido gás mostarda nos anos 80, mas que deixou o programa ofensivo e destruiu os estoques de armas operacionais após o fim da guerra com o Iraque.
Um relatório da CIA de janeiro de 2001 especulou que o Irã havia fabricado e estocado armas químicas incluindo blister, sangue, pulmonar, e, provavelmente, agentes nervosos, e as bombas e granadas de artilharia para entregá-los. Alegou ainda que durante o primeiro semestre de 2001, o Irã continuou a procurar a tecnologia de produção, formação, experiência, equipamentos e produtos químicos a partir de entidades na Rússia e na China, que poderia ser usado para ajudar o Irã a alcançar sua meta de ter capacidade de produção de agente nervoso. No entanto, a certeza dessa avaliação diminuiu e em 2007, a Agência de Inteligência de Defesa dos Estados Unidos limitou a sua apreciação pública apenas observando que "o Irã tem uma grande e crescente indústria química comercial que poderia ser usado para suportar uma capacidade de mobilização de agente químico".
O Irã é signatário da Convenção sobre as Armas Químicas, que proíbe armas químicas, sistemas de entrega e instalações de produção. O Irã reiterou seu compromisso com a Convenção sobre as Armas Químicas e seu total apoio ao trabalho da OPAQ, em particular tendo em vista o considerável sofrimento que essas armas provocaram ao povo iraniano. O Irã não fez qualquer declaração de um arsenal de armas nos termos do tratado.

## Sistemas de entrega

### Mísseis
Acredita-se que um Shahab-4 com um alcance de 2 000 km e uma carga de 1 000 kg está em fase de desenvolvimento. O Irã afirmou que o Shahab-3, é o último de seus mísseis de guerra e o Shahab-4 está sendo desenvolvido para dar ao país a capacidade de lançar satélites de comunicações e vigilância. Um Shahab-5, um míssil balístico intercontinental com um alcance 10 000 km, foi alegado, mas não provado que esta em desenvolvimento.
O Irã tem 12 mísseis de cruzeiro X-55 de longo alcance adquiridos sem ogivas nucleares da Ucrânia, em 2001. O X-55 tem um alcance de 2 500 a 3 000 quilômetros.
O míssil mais avançado do Irã, o Fajr-3, tem um alcance desconhecido, mas é estimado em 2 500 km. O míssil é invisível ao radar e pode atacar alvos simultaneamente usando ogivas múltiplas.
Em 2 de novembro de 2006, o Irã disparou mísseis desarmados para começar os 10 dias de jogos de guerra militares. A televisão estatal iraniana informou "dezenas de mísseis foram disparados incluindo mísseis Shahab-2 e Shahab-3. Os mísseis tinham um alcance de 300 km até 2.000 km... Especialistas iranianos têm feito algumas alterações nos mísseis Shahab-3 instalando ogivas de fragmentação nos mesmos com capacidade para transportar 1 400 bombas". Estes lançamentos vêm ao fim de alguns exercícios militares liderados pelos Estados Unidos no Golfo Pérsico, em 30 de outubro de 2006, destinado ao treinamento para bloquear o transporte de armas de destruição em massa.
O Sejil é um míssil de dois estágios, de propelente sólido, Terra-Terra, produzido pelo Irã com um alcance de 1 930 km. Um teste de lançamento bem-sucedido ocorreu em 12 de novembro de 2008.
De acordo com Jane's Information Group, detalhes do projeto diferentes do número de estágios e o que ele usa combustível sólido não foram liberados. Uzi Ruben, ex-diretor da Organização de Defesa de Mísseis Balísticos de Israel, indicou que, "Ao contrário de outros mísseis iranianos, o Sajil não tem nenhuma semelhança com qualquer outra tecnologia de mísseis, norte-coreano, russo, chinês ou paquistanês. Isso demonstra um salto significativo nas capacidades de mísseis do Irã". Ruben passou a afirmar que o Sejil-1 "... Coloca o Irã no domínio de mísseis de múltiplos estágios, o que significa que eles estão no caminho para ter capacidade de míssil balístico intercontinental (ICBM) ...". Como uma arma, o Sejil-1 apresenta muito mais desafios para os potenciais inimigos do Irã, como mísseis de combustível sólido podem ser lançados com muito menos atenção do que os mísseis de combustível líquido, tornando-os mais difíceis de atacar antes do lançamento.
Sejil-2 é uma versão melhorada do Sejil. O míssil Sejil-2 de dois estágios de combustível sólido tem um alcance de 2 000 km e fez o primeiro teste de lançamento em 20 de maio de 2009. O míssil balístico de médio alcance (MRBM) Sejil-2 Terra-Terra foi testado pela primeira vez oito meses antes do lançamento do teste real, que teve lugar na província iraniana central de Semnan. As melhorias incluem melhor sistema de navegação, melhor sistema de posicionamento, mais capacidade de carga, maior alcance, decolagem mais rápida, tempo de armazenamento, lançamento mais rápido e menor possibilidade de detecção.
| Nome/Designação | Classe | Alcance (varia de acordo com o peso da carga útil) | Carga útil   | Status             |
| --------------- | ------ | -------------------------------------------------- | ------------ | ------------------ |
| Fajr-3          | MRBM   | 2 000 km                                           | 800 kg       | Operacional        |
| Shahab-2        | SRBM   | 300–2 000 km                                       | 1 200 kg     | Operacional        |
| Shahab-3        | MRBM   | 2 100 km                                           | 990 kg       | Operacional        |
| Shahab-4        | MRBM   | 2 000 km                                           | 2 000 kg     | Em desenvolvimento |
| Sejil-1         | MRBM   | 1 930 km                                           | Desconhecido | Operacional        |
| Sejil-2         | MRBM   | 2 000 km                                           | Desconhecido | Operacional        |

### Aeronaves
Qualquer aeronave pode potencialmente ser usada para hospedar algum tipo de sistema de distribuição de armas de destruição em massa. O Irã tem uma força aérea variada com aviões comprados de muitos países, incluindo os Estados Unidos. Devido às sanções, o governo iraniano tem incentivado a produção nacional de aeronaves e, desde 2002, construiu seu próprio avião de transporte, caças e helicópteros.